# سترايكر
كورتيس سترايكر (يشار إليه عادة باسم سترايكر) هو شخصية خيالية في سلسلة مورتال كومبات لعبة القتال. وقد وصف بأنه في الأصل كان قائدا لشعبة التحكم في مكافحة الشغب الخاصة في شرطة نيويورك، بالإضافة إلى أنه كان في البحرية الذي خدم في حرب الخليج. [1] وقدم كورتيس سترايكر في مورتال كومبات 3 في عام 1995، وإلى حد ما قويت البنية ذات مظهر الرجل الشجاع والرياضي «الحضري» كثيرا ما كان يتم انتقادة على تصميمة.وق ظهر متغيراً في مورتال كومبات في : المعركة الفاصلة بحيث انة ظهر بشكل جديّ وحضريّ كـ رجل شرطة. تلقت هذه الشخصية انتقادات كثيرة بشأن حركاتة الخاصة، حركاتة الوحشية وملابسة (زيّةُ الرسمي) في مورتال كومبات 3.